# (475802) Zurek
(475802) Zurek est un astéroïde de la ceinture principale.

## Description
(475802) Zurek est un astéroïde de la ceinture principale. Il fut découvert le 13 décembre 2006 à Mauna Kea par David D. Balam. Il présente une orbite caractérisée par un demi-grand axe de 3,19 UA, une excentricité de 0,14 et une inclinaison de 8,7° par rapport à l'écliptique.